# Marvin Isley
Marvin Isley (Cincinnati, 18 de agosto de 1953 - Chicago, 6 de junio de 2010) fue un músico estadounidense, conocido principalmente por ser el hermano más joven del grupo musical familiar the Isley Brothers.

## Biografía
Originarios de Cincinnati, Ohio, Isley y su familia se trasladaron a Englewood (Nueva Jersey) en el verano de 1959. Isley se graduó en el Dwight Morrow High School de Englewood en 1972. En 1976, se graduó en música en el C.W. Post College.
Marvin comenzó a tocar el bajo mientras estaba en el instituto y, al final de la década de los 60, recibía lecciones de sus hermanos mayores junto con su hermano mayor Ernie y su amigo, Chris Jasper, que era su hermanastro. En 1971, Marvin comenzó a tocar el bajo en el álbum de los The Isley Brothers', Givin' It Back. En esos dos años, fue miembro oficial del grupo. Además del bajo, también hizo las percusiones y escribió alguna canción como "Fight the Power", "The Pride" y "Between the Sheets". Una vez disuelto el grupo en 1984, él junto a Ernie y Chris formaron el trío, Isley-Jasper-Isley, que tuvo un éxito en 1985 con "Caravan of Love". 
El grupo se rompió en 1988 después de que Ernie Isley firmara un contrato en solitario. Tres años después, Marvin y Ernie se reunieron con Ron Isley para resucitar a los Isley Brothers. Marvin permaneció como miembro hasta que las complicaciones de su larga batalla con la diabetes, que se le diagnosticó cuando tenía 20 años, le obligaron a retirarse en 1997. La condición de Isley empeoró hasta el punto que se le tuvieron que amputar ambas piernas. Isley fue incluido como miembro de los Isley Brothers en el Salón de la Fama del Rock and Roll en 1992.

## Muerte
Marvin Isley moriría el 6 de junio de 2010, por las complicaciones con la diabetes en el Weiss Memorial Hospital de Chicago a los 56 años.